# Fédération rwandaise de football association
La Fédération Rwandaise de Football Association (FERWAFA) est une association regroupant les clubs de football du Rwanda et organisant les compétitions nationales et les matchs internationaux de la sélection du Rwanda.

## Histoire
La Fédération nationale du Rwanda est fondée en 1972. Elle est affiliée à la FIFA depuis 1978 et est membre de la CAF depuis cette même année.
En janvier 2009, la Ferwafa organise la coupe d'Afrique des Nations Juniors (-20 ans) au Rwanda.

## Présidents
- 2018-avril 2021 : Jean-Damascène Sekamana[3]
- avril 2021-juin 2021 : Marcel Habyarimana (vice-président assurant l'intérim)
- depuis juin 2021 : Olivier Mugabo Nizeyimana[4]